# Турнеја Британских и Ирских Лавова по Аустралији и по Новом Зеланду 1930.
Турнеја Британских и Ирских Лавова по Аустралији и по Новом Зеланду 1930. (службени назив:1930 British Lions tour to New Zealand and Australia) је била турнеја острвског рагби дрим тима по Аустралији и по Новом Зеланду 1930. Најбољи рагбисти Велике Британије и Ирске су на овој турнеји одиграли 7 утакмица у Аустралији и 21 утакмицу на Новом Зеланду. Изгубили су и од репрезентације Аустралије и од репрезентације Новог Зеланда. На ширем списку било је 100 рагбиста, али је само 29 добило част, да брани боје овог елитног тима на турнеји 1930.

## Тим
Стручни штаб
- Џејмс Бакстер, тренер

Играчи
'Бекови'
- Џек Басет, Велс
- Бонер, Енглеска
- Карл Арволд, Енглеска
- Ривс, Енглеска
- Џек Морли, Велс
- Ал Новис, Енглеска
- Хери Бокот, Велс
- Томи Џонс, Велс
- Мари, Ирска
- Спонџ, Енглеска
- Соби, Енглеска
- Пол, Велс

'Скрам'
- Даг Прентис, Енглеска, капитен
- Рив, Енглеска
- Деј Паркер, Велс
- Вили Велш, Шкотска
- Блек, Енглеска
- Дан, Ирска
- Бемиш, Ирска
- Ферел, Ирска
- Онил, Ирска
- Ивор Џонс, Велс
- Вилкинсон, Енглеска
- Мартиндејл, Енглеска
- Кендру, Енглеска
- Џонс, Енглеска

## Утакмице

### Статистика
| Одиграно утакмица | Победа Лавова | Нерешено | Пораз Лавова |
| ----------------- | ------------- | -------- | ------------ |
| 28                | 20            | 0        | 8            |

### Мечеви
| Утак. | Тим                | Резултат | Тим    |
| ----- | ------------------ | -------- | ------ |
| 1.    | Вангануи           | 3:19     | Лавови |
| 2.    | Таранаки           | 7:23     | Лавови |
| 3.    | Манавенуа          | 8:34     | Лавови |
| 4.    | Ваирарапа Буш      | 6:19     | Лавови |
| 5.    | Велингтон          | 12:8     | Лавови |
| 6.    | Кантербери         | 14:8     | Лавови |
| 7.    | Вест коуст         | 11:34    | Лавови |
| 8.    | Отаго              | 9:33     | Лавови |
| 9.    | Ол блекси          | 3:6      | Лавови |
| 10.   | Саутленд           | 3:9      | Лавови |
| 11.   | Јужно острво       | 9:16     | Лавови |
| 12.   | Ол блекси          | 13:10    | Лавови |
| 13.   | НЗ Маори           | 13:19    | Лавови |
| 14.   | Хокс беј           | 3:14     | Лавови |
| 15.   | Источна обала      | 11:25    | Лавови |
| 16.   | Окланд             | 19:6     | Лавови |
| 17.   | Ол блекси          | 15:10    | Лавови |
| 18.   | Северни Окланд     | 5:38     | Лавови |
| 19.   | Ваикато            | 16:40    | Лавови |
| 20.   | Ол блекси          | 22:8     | Лавови |
| 21.   | Нелсон             | 3:41     | Лавови |
| 22.   | Нови Јужни Велс    | 10:29    | Лавови |
| 23.   | Валабиси           | 6:5      | Лавови |
| 24.   | Аустралија XV      | 14:29    | Лавови |
| 25.   | Нови Јужни Велс    | 28:3     | Лавови |
| 26.   | Викторија          | 36:41    | Лавови |
| 27.   | Западна Аустралија | 3:71     | Лавови |
| 28.   | Шри Ланка          | 0:45     | Лавови |

| Победник турнеје по Аустралији 1930. |
| ------------------------------------ |
| Валабиси (1-0)                       |

| Победник турнеје по Новом Зеланду 1930. |
| --------------------------------------- |
| Ол блекси (3-1)                         |

## Статистика
Највећа посета
Нови Зеланд - Британски и ирски лавови, четврти тест меч, 40 000 гледалаца
Највише поена против Аустралије|Новог Зеланда
Карл Арволд 9 поена